# Tricky
Адріан Ніколас Метьюз Тауз (англ. Adrian Nicholas Matthews Thaws, нар. 27 січня 1968), відоміший під сценічним псевдонімом Tricky, — британський продюсер звукозапису та репер. Народився та виріс у Бристолі, почав кар'єру як один із перших учасників гурту Massive Attack разом із Робертом Дель Найя, Грантом Маршаллом та Ендрю Воулсом. Сольну кар'єру розпочав з дебютним альбомом Maxinquaye в 1995 році. Реліз отримав визнання і став початком тривалого співробітництва з вокалісткою Мартіною Топлі-Берд. До кінця десятиліття він випустив ще чотири студійні альбоми, включаючи Pre-Millennium Tension і неофіційний альбом Nearly God, обидва в 1996 році. З 2000 року він випустив дев'ять студійних альбомів, останній на сьогодні — Lonely Guest (2021).
Tricky є піонером музики трип-хоп, і його творчість відома темним, багатошаровим музичним стилем, який поєднує різні культурні впливи та жанри, включаючи хіп-хоп, альтернативний рок та раггу. Протягом кар'єри співпрацював з багатьма артистами, включаючи Террі Холла, Б'єрк, Gravediggaz, Грейс Джонс та Пі Джей Гарві.

## Ранні роки
Tricky народився в районі Ноул-Вест у Бристолі, в сім'ї ямайського батька та змішаної англо-гаянскої матері. Його мати, Максін Куай, померла або в результаті самогубства, або через ускладнення епілепсії, коли йому було чотири роки. Його батько, Рой Тауз, разом зі своїм братом Рупертом і батьком Гектором керував аудіосистемою Studio 17 (об'єднанням інженерів та діджеїв, які працюють разом на певних подіях) раніше відомою як «Tarzan the High Priest». Бристольський музикант Банні Марретт заявив у 2012 році: «Це стала найпопулярнішою аудіосистемою в Бристолі на той час».
Tricky мав важке дитинство в Ноул-Уест, економічно неблагополучному районі Південного Бристоля. У ранньому віці він був причетним до злочинності й приєднався до банди, яка займалася крадіжками автомобілів, крадіжками зі зломом та бійками. Хлопець провів юність під опікою своєї бабусі, яка часто дозволяла йому дивитися старі фільми жахів замість того, щоб ходити до школи. У 15 років почав писати тексти. У 17 років він провів деякий час у в'язниці після того, як придбав підроблені банкноти на 50 фунтів стерлінгів у свого друга, який пізніше повідомив поліцію. Після цього Tricky заявив в інтерв'ю: «В'язниця була справді гарною. Я ніколи туди не повернусь».

## Музична кар'єра

### 1987–94: The Wild Bunch, Massive Attack
У середині 1980-х Tricky познайомився з DJ Milo і проводив час з аудіосистемою під назвою Wild Bunch (з англ. «Дика зграя»), яка до 1987 року перетворилася на Massive Attack. Він отримав прізвисько «Tricky Kid» і у вісімнадцять років став учасником Fresh 4, реп-групи, створеної з Wild Bunch. Він також читав реп на відомому дебютному альбомі Massive Attack Blue Lines (1991).
У 1991 році, перед виходом альбому Massive Attack Blue Lines, він познайомився з Мартіною Топлі-Берд у Брістолі. Через деякий час вона прийшла до нього додому і сказала Tricky й Марку Стюарту, що вміє співати. Мартіні було лише п'ятнадцять років, але її «медовий голос», вразив їх, і вони записали пісню під назвою «Aftermath» (хоча The Face '95 згадує, що перша пісня, яку вони разом записали, називалася «Shoebox»). Tricky показав «Aftermath» Massive Attack, але вони не зацікавилися нею. Тому в 1993 році він вирішив надрукувати кілька сотень вінілових копій пісні. Він обрізав її прямо зі стрічки, так що пісня була в основному «просто бас і шипіння». У 1995 році з ним уклав контракт лейбл Island Records, і він почав записувати перший сольний альбом Maxinquaye.

### 1995—2001: Сольний прорив
Tricky залишив Massive Attack, щоб випустити дебютний альбом Maxinquaye, співпродюсером якого були він і Марк Сондерс, а також Мартіна Топлі-Берд. Альбом був успішним, і Tricky отримав міжнародне визнання. У огляді альбому від Rolling Stone було зазначено: «Tricky поглинув все, від американського хіп-хопу та соулу до регі та більш меланхолійних штамів британського року 80-х».
Tricky не зміг завершити ряд текстів для альбому Massive Attack Protection і натомість передав групі деякі тексти, які він написав для Maxinquaye. Таким чином, у двох альбомах є пісні, які здебільшого мають однакові тексти — під назвою «Overcome» і «Hell is 'Round the Corner» на Maxinquaye та «Karmacoma» та «Eurochild» на Protection відповідно. Tricky було важко впоратися з величезним успіхом Maxinquaye, і згодом відходив від невимушеного соул-звучання першого альбому, щоб створити гостріший та агресивніший панк-стиль.
У 1996 році Нене Черрі та Б'єрк з'явилися як гості на його другому альбомі Nearly God.
У 2001 році Tricky з'явився на саундтреку до фільму 13 привидів з піснею «Excess», в якій присутня Аланіс Моріссетт під час двох приспів. У 2002 році ця пісня також з'явилася в саундтреку Queen of the Damned.

### 2002—2011: Mixed Race та інші роботи

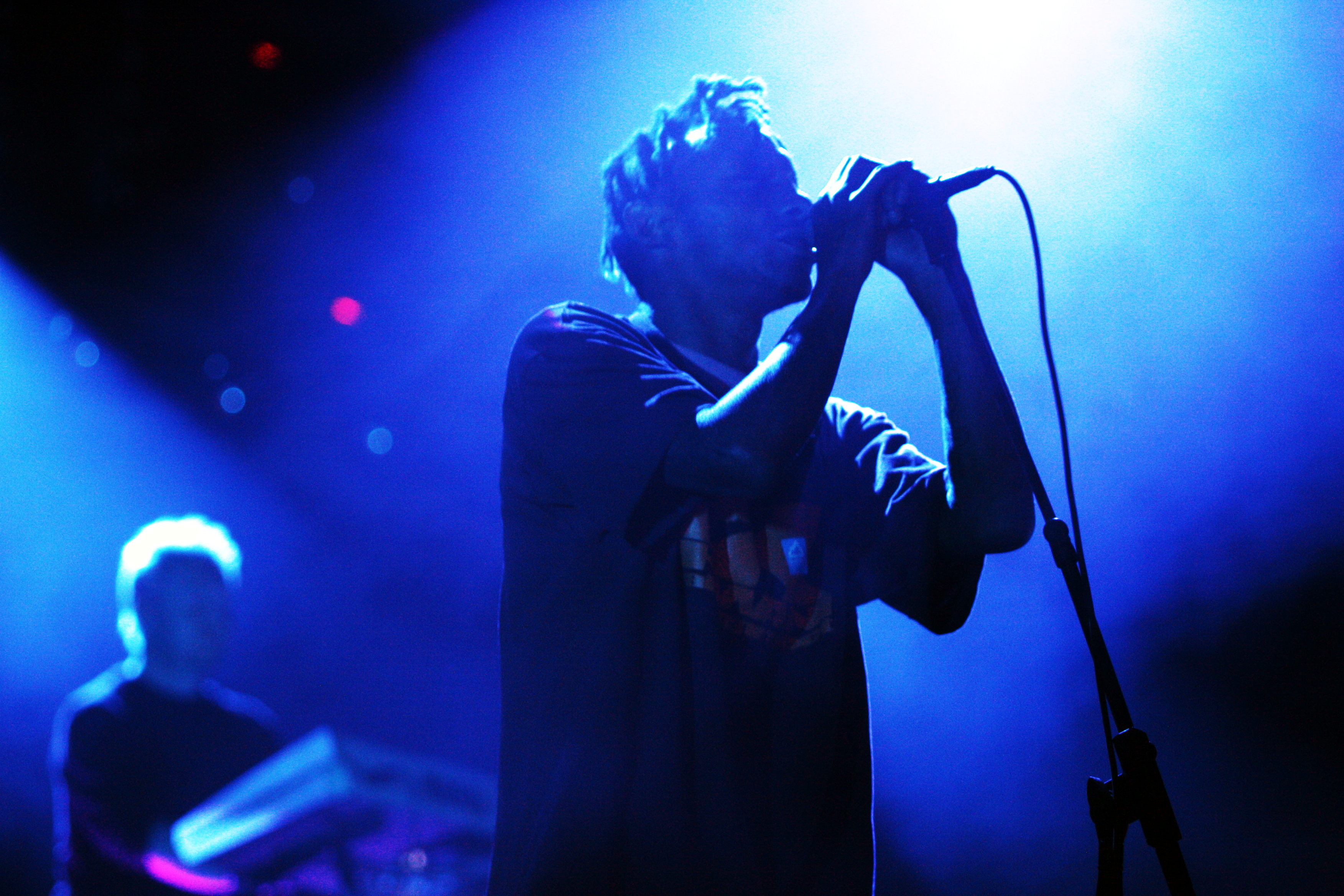
Виступ Tricky в 2008

Студійний альбом Tricky Knowle West Boy був випущений у Великобританії та Ірландії в липні 2008 року та у вересні 2008 року в США. Першим синглом з альбому був «Council Estate», і виконавець виступає як єдиний вокаліст: «Це перший сингл, який я коли-небудь виконав лише з моїм вокалом. Я не міг прошепотіти цю пісню. Мені довелося вийти з себе і зробити голосний вокал, крик. Я хотів бути справжнім фронтменом у цьому».
У липні 2008 року в інтерв'ю The Skinny Tricky сказав, що Knowle West Boy був першим альбомом, для якого він вирішив взяти участь у ньому як співпродюсер. Колишній гітарист Suede Бернард Батлер був першим кого він обрав для допомоги у записі, але, не захоплений технічною майстерністю Батлера, завершив альбом сам, повністю перезаписавши весь матеріал.
8 грудня 2009 року дебютний альбом Tricky 1995 року Maxinquaye був перевиданий із бонусним компакт-диском з 13 треками, що містить бі-сайди, витримки та сім раніше невиданих міксів пісень, таких як «Overcome», «Hell is Round the Corner» і «Black Steel».
У грудні 2009 року ЗМІ повідомили, що Massive Attack зустріли Tricky в Парижі та попросили його попрацювати над майбутнім проєктом. Tricky погодився записати з гуртом, і в інтерв'ю в червні 2013 року він сказав, що «є кілька пісень, які є нормальними, які насправді гарні, якщо чесно». Однак у червні 2013 року він також заявив, що не може проводити більше ніж два-три днів з Massive Attack, і описав учасника гурту Daddy G як «дуже зарозумілого».

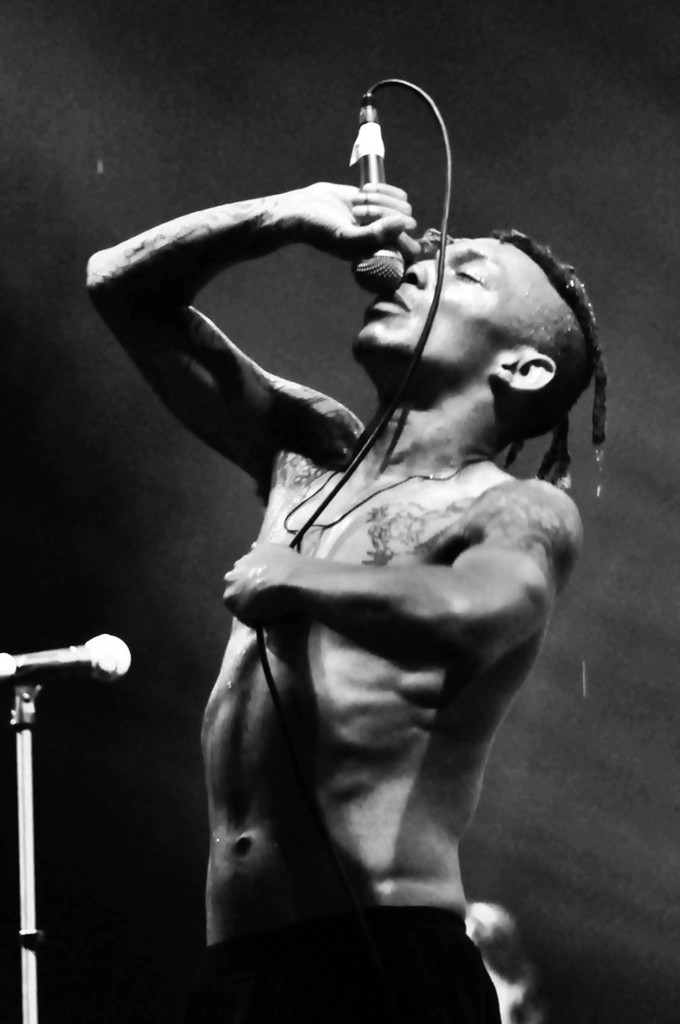
Виступ Tricky в 2009 на INmusic festival

Дев'ятий альбом Tricky Mixed Race вийшов 27 вересня 2010 року, а перший сингл з альбому став доступним 23 серпня.
У червні 2011 року тодішній лейбл Tricky Brownpunk підписав контракт з мексиканською групою My Black Heart Machine на один сингл «It Beats Like This», у якому він був співпродюсером.
Tricky спродюсував альбом репера Omni IamOmni (випущений під іменем IamOmni), який був доступний з 30 серпня 2011 року для безплатного завантаження на офіційному сайті Omni.

### 2011–дотепер: False Idols, живі виступи, Ununiform
26 червня 2011 року Tricky з'явився на сцені виступу Бейонсе на пірамідальній сцені в Гластонбері для виконання партії у треку «Baby Boy». Частково через технічні труднощі з мікрофоном, він пізніше заявив, що був «пригнічений» власним виступом, сказавши: «Мені ніколи не було так ніяково. Я просто скаменів».
У квітні 2012 року Tricky виконав Maxinquaye з Мартіною Топлі-Берд на кількох концертах по Великобританії, в тому числі вперше за кілька років у своєму рідному місті Бристолі. Концерти регулярно переривалися музикантом, він приводив свого молодшого брата Марлона Тауза, щоб він виступив на сцені разом з іншими місцевими реперами, а також заохочував публіку вийти на сцену. У огляді концерту в Манчестері сказано, що «це була катастрофа», адже Tricky часто йшов зі сцени та постійно забував свої слова, залишаючи Топлі-Берд доспівувати треки, в результаті чого публіка залишала концерт до завершення та висловлювала незадоволення вигуками.
У лютому 2013 року Tricky оголосив про вихід нового альбому False Idols. Альбом є продовженням його Mixed Race 2010 року, в якому брали участь Пітер Сільберман, Fifi Rong і Nneka. Tricky опублікував таку заяву про альбом: «Цей новий альбом, у якому я буду стояти за кожним треком. Мені байдуже, чи подобається він людям. Я роблю те, що хочу робити, це те, що я зробив зі своїм першим записом. Це те, що зробило мене тим, ким я був. Якщо людям це не подобається, для мене це не має значення, тому що я повернувся там, де був».
Навесні 2014 року було оголошено, що Tricky виступить на ряді фестивалів по всій Європі влітку 2014 року, включаючи Control Day Out в Румунії, фестиваль Couleur Café в Бельгії, Positivus Festival в Латвії та Galtres Parklands Festival в Англії.
Tricky анонсував новий альбом під назвою Adrian Thaws у червні 2014 року. Він був випущений 8 вересня 2014 року. Skilled Mechanics був випущений у січні 2016 року. У тому ж місяці була випущена пісня Tricky, написана в 3D від Massive Attack, на EP групи Ritual Spirit.
Його тринадцятий офіційний студійний альбом, uniform, був випущений 22 вересня 2017 року, і включав співпрацю з Азією Ардженто, Avalon Lurks та Мартіною Топлі-Берд, а також кавер на пісню Hole «Doll Parts».
Автобіографію Tricky придбала Blink, видавнича компанія Bonnier Books UK. Редактор Керрі Шарп придбала права на розповсюдження у світі у K7 Music — незалежної музичної компанії зі штаб-квартирою в Берліні, де зараз живе Tricky.
EP 20,20 вийшов 6 березня 2020 року. У ньому була пісня Lonely Dancer, записана зі співачкою Анікою.
У 2021 році вийшов студійний альбом Lonely Guest.

## Інші проєкти та кар'єра у кіно
Tricky брав гостьову участь у кількох альбомах, у тому числі з'явився на п'ятому студійному альбомі гурту Live — V. Ця поява відбулася після того, як вокаліст Live Ед Ковальчик заспівав у 'Evolution Revolution Love', трек з альбому Tricky Blowback.
Tricky також знімався в різних фільмах. Він з'явився у значній ролі другого плану у фільмі Люка Бессона «П'ятий елемент» 1997 року, зігравши праву руку злого бізнесмена містера Зорга.
Також з'явився у фільмі Олів'є Ассаяса 2004 року «Чисті», граючи самого себе, і зіграв велику роль у музичному відео на «Parabol/Parabola» від Tool. Ходили чутки, що він зіграв коротку епізодичну роль у фільмі Джона Ву «Без обличчя» 1997 року, але він заперечував, що це було так, хоча його сингл «Christiansands» з'явився у фільмі. Tricky також виконав роль Фіна, музиканта, який кохає, а потім кидає головну героїню Лінн, в американському ситкомі «Подруги».
У 2001 році Tricky з'явився в онлайн-рекламі вебсеріалу We Deliver про службу доставки канабісу в Нью-Йорку. Хоча він не з'являвся в жодних епізодах, у рекламі здається, ніби він є клієнтом послуги.
У середині 2007 року було оголошено про запуск лейбла під назвою «Brown Punk», який був результатом співпраці Tricky та колишнього керівника Island Records Кріса Блеквелла. Тоді він сказав: «Brown Punk є позитивним рухом, де інтелектуали змішуються з робітничим класом, рок змішується з регі та інді змішується з емо». Мексиканська група Dirty, The Gospel, Laid Blak My Black Heart Machine були підписані з лейблом, але станом на жовтень 2013 року лейбл, схоже, неактивний.

## Особисте життя
Музикант зізнавався, що виріс у неблагополучній сім'ї, жив у багатьох різних родинах, мав серед родичів злочинців і врешті отримав неправильне виховання.
У Tricky чотирнадцять братів і сестер по батьковій лінії.
У 1990-х він був у коротких стосунках з ісландською співачкою та автором пісень Б'єрк. Коли в середині 2013 року його запитали про час, який пара провела разом, Tricky сказав: «Я не був добрим для Б'єрк. Я був нездоровим для неї. Я відчуваю, що вона дуже добре ставилася до мене, вона дала мені багато любові й вона дійсно була для мене хорошою людиною. Я думаю, що вона піклується про мене, чи не так?» Він також ненадовго був одружений з Кармен Еджого на початку 1998 року в Лас-Вегасі.
19 березня 1995 року Мартіна Топлі-Берд народила Tricky дочку Міну Мейзі. Міна боролася з депресією і наклала на себе руки 8 травня 2019 року. Після її смерті Tricky заявив: «Здається, я перебуваю у світі, якого не існує, знаючи, що нічого не буде таким, як було. Жодні слова чи текст не можуть справді пояснити, моя душа спустошена».
У 2015 році Tricky переїхав жити до Берліна, Німеччина.

## Дискографія

### Студійні альбоми
- Maxinquaye (1995)
- Nearly God (під псевдонімом «Nearly God») (1996)
- Pre-Millennium Tension (1996)
- Angels with Dirty Faces (1998)
- Juxtapose (1999)
- Blowback (2001)
- Vulnerable (2003)
- Knowle West Boy (2008)
- Mixed Race (2010)
- False Idols (2013)
- Adrian Thaws (2014)
- Skilled mechanics (2016)
- Ununiform (2017)
- Fall to Pieces (2020)
- Lonely Guest (2021)

### EP
- The Hell EP (1995)
- Grassroots (1996)
- Mission Accomplished (2001)
- Matter Of Time (2013)
- 20,20 (2020)

### Збірки
- A Ruff Guide (2002)
- Back To Mine: Tricky (2003)